# Silas Malafaia
Silas Malafaia Lima (Río de Janeiro, 14 de septiembre de 1958) es un pastor y escritor brasileño, líder del ministerio pentecostal Victoria en Cristo, vinculado a la Asamblea de Dios. Malafaia también es teleevangelista, licenciado en psicología, presidente de la editorial Central Gospel, además de ser el vicepresidente del Consejo Interdenominacional de Ministros Evangélicos de Brasil (CIMEB), entidad que agrega cerca de ocho mil pastores de casi todas las denominaciones brasileñas. Malafaia es conservador y conocido por ser muy crítico con cuestiones como la homosexualidad y el aborto.
En enero de 2013, un informe de la revista estadounidense Forbes lo clasificó como el tercer pastor pentecostal más rico de Brasil, con un patrimonio estimado de 150 millones de dólares. Malafaia, sin embargo, negó la información, durante una entrevista con el programa de televisión De Frente com Gabi dijo que su patrimonio era de alrededor de 6 millones de reales.

## Libros
- Abundância de Deus em Nossa Vida, A ISBN 85-7689-042-9
- Ânimo: O Agente Ativador do Ser ISBN 978-85-7689-066-9
- Aprendendo com uma Mulher Extraordinária ISBN 978-85-7689-113-0
- Aprendendo Para Crescer ISBN 978-85-7689-074-4
- Atraindo a Atenção de Deus ISBN 978-85-7689-170-3
- Autoridade Espiritual ISBN 978-85-7689-073-7
- Bons Pais, Filhos Melhores ISBN 85-89811-11-5
- Como Ser Abençoado ISBN 978-85-7689-144-4
- Crescimento Ideal da Vida Cristã ISBN 978-85-7689-110-9
- Criação X Evolução: Quem está com a razão? ISBN 85-89811-73-5
- Cristãos Equivocados ISBN Cód- 001987
- Deus que Supre Todas as Nossas Necessidades, O ISBN 978-85-7689-163-5
- Dois caminhos e uma escolha ISBN 85-89811-04-2
- Enfrentando Problemas e Seguindo em FrenteISBN 978-85-7689-112-3
- Esperando em Deus ISBN 85-7689-006-2
- Extraordinária Presença de Jesus, A ISBN 978-85-7689-077-5
- Felicidade ou Sofrimento: Qual a Sua escolha? ISBN 978-85-7689-076-8
- Importância de Ser Cheio do Espírito Santo, A ISBN 978-85-7689-108-6
- Inteligência Espiritual ISBN 978-85-7689-138-3
- Leitura Diária - Silas Malafaia ISBN 978-85-7689-219-9
- Lições de Vencedor ISBN 9-78858E-12
- Limites do Sofrimento ISBN 9-78858E-12
- Maravilhosa Graça de Deus, A ISBN 978-85-7689-145-1
- Minhas Experiências de Vida - Silas Malafaia ISBN 978-85-7689-274-8
- Mordomia Cristã ISBN 85-89811-42-5
- Na direção de Deus ISBN 85-89811-45-X
- O Cristão e a Sexualidade ISBN 85-89811-18-4
- O Deus de todos os momentos ISBN 85-89811-10-7
- O Que É o Ser Humano? ISBN 978-857-7689-1147
- O Que Fazer Quando Não Existem Mais Saídas? ISBN 85-7689-013-5
- O significado de um viver santo ISBN 85-89811-41-7
- Orar pode mudar tudo ISBN 85-89811-40-9
- Os Insondáveis Propósitos de Deus ISBN 978-85-7689-123-9
- Palavra de Vitoria ISBN 978-85-7689-099-7
- Palavra de Vitoria 2 ISBN 978-85-7689-099-7
- Porque o Justo Sofre e o Ímpio Prospera ISBN 85-7689-004-6
- Pr- Silas Responde ISBN 978-85-7689-197-0
- Pregando Poderosamente a Palavra de Deus ISBN 8589811-91-3
- Pregando Poderosamente a Palavra de Deus 2 ISBN 978-857-689-232-8
- Presença de Deus: Causas e Efeitos ISBN 978-85-7689-109-3
- Quatro segredos da vida de Jesus ISBN 85-89811-01-8
- Tempo: Um Fator Fundamental para a Vida ISBN 85-7689-037-2
- Transformando as Adversidades em Bênçãos ISBN 978-85-7689-134-5
- Vencendo as Tempestades da Vida ISBN 85-89811-06-9
- Vencendo as tentações ISBN 85-89811-21-2
- Vínculos do Amor ISBN 978-85-7689-182-6
- Você Precisa Ser Determinado ISBN 978-85-7689-116-1